# Mesteacăn (okręg Marmarosz)
Mesteacăn – wieś w Rumunii, w okręgu Marmarosz, w gminie Valea Chioarului. W 2011 roku liczyła 349 mieszkańców.